# Rhyacodrilis punctatus
Rhyacodrilis punctatus är en ringmaskart. Rhyacodrilis punctatus ingår i släktet Rhyacodrilis och familjen glattmaskar. Inga underarter finns listade i Catalogue of Life.